# Champion (banda)
Champion fue una banda estadounidense de hardcore punk straight-edge formada por el vocalista Jim Hesketh y el guitarrista Chris Williams en la primavera de 1999 en Seattle, Washington.

## Historia
Jim y Chris formaron Champion y después de unos meses de performances, la banda lanzó su primer maqueta musical en casete y realizó una gira por los Estados Unidos en la Costa Oeste, en los primeros días, la banda estaba plagada de constantes cambios de formación, pero en 2000 la mayoría de la formación principal se unió para lanzar el EP Come Out Swinging en Platinum Recordings (Alemania).
Después de jugar con American Nightmare Timbomb sugirió que Chris Wrenn de Bridge Nine Records echara un vistazo a la banda, después de un par de llamadas, Champion se unió al sello Bridge 9 Records y grabó otro EP, titulado Count Our Numbers, seguido del relanzamiento de Come Out Swinging, hicieron una gira intensa por estos discos y viajaron con American Nightmare, Death Threat, The First Step, Comeback Kid, Terror, Slapshot y Sick Of It All, hicieron una gira por todos los Estados Unidos, Europa, Japón, Australia y Corea del Sur.
El LP completo de Champion, Promises Kept, fue lanzado en Bridge 9 Records, después de esto, Andy se unió y completó la alineación principal de la banda, después de una segunda gira por Europa y una etapa en Australia, Champion realizó una gira por los Estados Unidos a principios de 2005. "En la primavera debían convertirse en uno de los primeros actos independientes occidentales en visitar el famoso país de Corea del Sur donde Kill Your Idols and Ensign también jugó alrededor de 2001". 2005 también vio a la banda volver a lanzar sus dos EP anteriores en un CD titulado Time Slips Away.
La banda anunció a través de Bridge 9 el 31 de enero de 2006 que se estaban disolviendo, con un espectáculo final que ocurrió el 27 de mayo de 2006 en El Corazón en su ciudad natal de Seattle, Washington, su razonamiento para romper se puede encontrar en su página de MySpace, aquí hay un pequeño extracto:
"Con toda la presión para hacer otro disco y hacer una gira, ya no era lo que "queríamos" hacer, era lo que "teníamos" que hacer, por lo tanto, antes de asumir cualquier compromiso al que estuviéramos limitados, decidimos para terminarlo ahora, mientras todos en la banda seguían siendo amigos y aún amaban todo lo que hacíamos juntos como grupo. NADIE SE AGOTÓ".
Desde la separación, todos los miembros de Champion han seguido activos en la escena de punk/hardcore. Aram Arslanian tocó la guitarra en The First Step, The Vows, cantó para Betrayed, recientemente toca la guitarra en True Identity, Keep It Clear y toca el bajo en Union of Faith. Chris Williams canta en Dead Weight y tocó la guitarra The Vows, The Poverty Bay Saints y The Crew, así como el bajo en Gone But Not Forgotten. El vocalista Jim Hesketh cantó en ON y True Identity, que se disolvió después de las acusaciones en su contra en las que no se presentaron cargos. Todd Preboski tocó la batería en Betrayed y Lonewolf. Andy Norton jugó en Time to Escape y Warpriest actualmente canta en Praise y toca el bajo en Nerve Endings and Peace.

## Miembros
- Jim Hesketh — canto
- Aram Arslanian — guitarra
- Chris Williams — guitarra
- Todd Preboski — batería
- Andy Norton — bajo

### Miembros anteriores
- Ben Colton — bajo
- Eagle Barber — guitarra
- Timm McIntosh — guitarra
- Joe Preston — batería
- Jeff Boltz — batería
- Nikki Platter — batería
- Sean Spear — bajo
- Brandon Wallace — batería

## Discografía
- Maqueta musical (1999)
- Come Out Swinging (Platinum Records, 2000)
- Count Our Numbers (Bridge 9 Records, 2002)
- Promises Kept (Bridge 9 Records, 2004)
- Time Slips Away (Bridge 9 Records, 2005)
- Champion/Betrayed split EP (Rivalry Records, 2006)
- Different Directions (Bridge 9 Records, 2007)